# Jan rijdt rond
Jan rijdt rond was een Nederlands televisieprogramma van de KRO-NCRV en werd iedere werkdag uitgezonden om 19:55 op NPO 3. Centraal in het programma waren verrassende verhalen van gewone, onbekende mensen.
Alle verslaggevers in het programma heten Jan en waren herkenbaar aan een opvallend blauw pak. Ze reden rond door heel Nederland in een rode Cadillac op zoek naar bijzondere verhalen. Ook was het mogelijk om Jan berichten te sturen via whatsapp. Opvallend was dat de Jannen nooit met hun gezicht (herkenbaar) in beeld komen.
Het programma werd gezien als opvolger van het succesvolle programma Man bijt hond. De titels van de programma's lijken op elkaar en de makers van Jan rijdt rond waren deels dezelfde als Man bijt hond.
Een terugkerende rubriek in het programma was Jan Volgt, waarin een verslaggever aan een willekeurige voorbijganger vroeg of hij hem of haar die dag mag volgen.
Op 8 april 2016 werd bekend dat vanwege slechte kijkcijfers de stekker uit het programma zou worden getrokken. De laatste uitzending was drie weken later.